# Marko
Marco Pérez (Caracas, Venezuela; 4 de abril de 1987), conocido artísticamente como Marko o Marko Música es un influencer, actor, cantante y comediante venezolano, que llegó al reconocimiento en la década de los años 2010 en redes sociales.

## Vida personal
Nació en Caracas, Venezuela; sin embargo, a corta edad se mudó con su madre a Guatire, donde pasó gran parte de su vida. En esta época desarrolló su lado artístico uniéndose a cursos de actuación, pronto entrando a la televisión venezolana con pequeños papeles en producciones venezolanas como “La calle de los sueños”, “Más que amor, frenesí” y “Felina”.
Marco contrajo nupcias con la influencer Yulbert Zambrano en 2017. Para 2019 tuvo su primera hija: Amor Pérez y tuvo su segunda hija Roma el 5 de abril de 2023. Actualmente reside en Miami.

## Carrera

### Inicios
Aunque desde pequeño en el colegio participaba en obras teatrales, entró al medio artístico a la edad de 10 años, cuando al culminar un curso de actuación lo contrataron para una serie juvenil venezolana llamada “Así es la vida”.
Luego de esta producción Marco siguió participando en otras telenovelas venezolanas, entre ellas “Tukiti, crecí de una” y “Nacer contigo”.
Para 2014, Marco ya tenía una trayectoria de proyectos personales, uno de los cuales fue el que lo impulsó, cuando su obra de teatro “Yo sí monto cachos, ¿y tú?” agotó entradas en Caracas y decidió empezar a subir fragmentos de sus obras a las redes sociales.

### El origen de Marko Música
Cuando decidió crear su Instagram Marco quería incursionar primero en el mundo de la música (formó parte de la agrupación Calle Ciega), por lo cual creó “Marko Musica” y el público venezolano lo empezó a conocer con ese nombre.
Al empezar a subir vídeos cortos de sus obras teatrales empezó a hacerse conocido como comediante, con diversos personajes creados para entretener.
Actualmente usa como nombre artístico solo “Marko”, aunque posee dos cuentas en Instagram, una con el usuario de markomusica y otra solo marko.

### Viralidad
Marco alcanzó la viralidad con sus vídeos cortos en Instagram rápidamente, siendo caracterizados por el humor venezolano marcado y personajes que se repetían en distintos escenarios, uno de sus formatos llamado “Tierrúas vs. Sifrinas” que hasta la actualidad sigue manteniendo, incluyendo otros sketchs cortos.
Marco volvió al escenario con su stand up “Y líbranos del grupito de whatsapp”, un show de comedia de dos horas que presentó en Estados Unidos, México, Chile y Colombia.
En 2018 publicó su documental titulado El Poder de un Post en el cual muestra el lado bueno de las redes sociales y cómo pueden llegar a beneficiar a las personas. Este documental fue galardonado como "mejor documental", "mejor edición" y "mejor dirección" en los Suncoast Emmy Awards.
Para 2020 fue ganador de los Premios Heat como "Influencer del año", además de haber sido galardonado como "Artista digital del año", en los premios Pepsi Music.
En el mismo año sacó su primera producción de pantalla grande, una película llamada “Martes de Bendecidas” que contó con la participación de artistas como: Elba Escobar, Norkys Batista, Daniel Elbittar, Julián Gil, entre otros.
Actualmente, Marko está trabajando en la preproducción de su segunda película, la cual se grabará entre Miami y República Dominicana.

### Carrera como cantante
Marco volvió a su camino musical en 2020, con su canción “Suéltate niña dura”, tema de su sketch “Martes de Bendecidas”.

## Trayectoria

### Televisión
| Televisión | Televisión                   | Televisión    |
| Año        | Programa                     | Canal         |
| ---------- | ---------------------------- | ------------- |
| 1999       | La Calle de los Sueños       | Venevisión    |
| 2001       | Felina                       | Venevisión    |
| 2001       | Más que amor, frenesí        | Venevisión    |
| 2004       | Así es la vida               | Venevisión    |
| 2006       | Tukiti, crecí de una         | RCTV          |
| 2012       | Nacer contigo                | Televen       |
| 2024       | ¿Quién es la máscara México? | Las Estrellas |

### Show/Teatro
| Show/Teatro | Show/Teatro                        | Show/Teatro                      | Show/Teatro |
| Año         | Título                             | Lugar                            |             |
| ----------- | ---------------------------------- | -------------------------------- | ----------- |
| 2014        | Yo si monto cachos, ¿y tú?         | Venezuela                        |             |
| 2017        | Y líbranos del grupito de whatsapp | EE. UU., México, Chile, Colombia |             |

### Largometrajes
| Largometrajes | Largometrajes        | Largometrajes | Largometrajes |
| Año           | Título               | Tipo          |               |
| ------------- | -------------------- | ------------- | ------------- |
| 2018          | El poder de un post  | Documental    |               |
| 2020          | Martes de Bendecidas | Película      |               |

### Música
| 2020 | Suéltate niña dura |